# Ectophasia holosericea
Ectophasia holosericea är en tvåvingeart som först beskrevs av Robineau-desvoidy 1863.  Ectophasia holosericea ingår i släktet Ectophasia och familjen parasitflugor.
Artens utbredningsområde är Frankrike. Inga underarter finns listade i Catalogue of Life.